# Nanosaur
Nanosaur est un jeu vidéo de tir à la troisième personne développé par Pangea Software et édité par Ideas From the Deep, sorti en 1998 sur Mac.
Une nouvelle version intitulée Nanosaur Extreme est sortie en 2002 sur Windows et Mac.

## Suite
Nanosaur 2: Hatchling est sorti en 2004.